# Tucker Barnhart
Tucker Barnhart (né le 7 janvier 1991 à Indianapolis, Indiana, États-Unis) est un receveur des Tigers de Détroit de la Ligue majeure de baseball.

## Carrière
Tucker Barnhart joue au baseball à l'école secondaire en Indiana et s'engage à rejoindre le club de l'Université Georgia Tech lorsqu'il est repêché au 10e tour de sélection par les Reds de Cincinnati en 2009. Il renonce alors à Georgia Tech, signe avec les Reds et commence sa carrière professionnelle dans les ligues mineures. Barnhart joue son premier match dans le baseball majeur le 3 avril 2014 avec Cincinnati. Il réussit son premier coup sûr dans les majeures le 5 avril suivant contre le lanceur Dillon Gee, des Mets de New York.
En 2017, le receveur signe une prolongation de contrat de quatre saisons avec les Reds, après une saison avec une seule erreur et lors de laquelle Barnhart est le meilleur receveur contre les vols de bases, éliminant 44% des coureurs adverses.
Après huit saisons avec Cincinnati, Tucker Barnhart est échangé aux Tigers de Détroit en novembre 2021, poussé vers la sortie par le débutant Tyler Stephenson, en échange de Nick Quintana.